# Tetrakén-dinitrid
A tetrakén-dinitrid szervetlen vegyület. Opálos, szürkéspiros tűszerű, vagy átlátszó sötétvörös prizmás kristály. 25 °C-on megolvad. A sötétvörös folyadék az elemi brómra emlékeztet.
100 °C felett robbanásszerű hevességgel bomlik.

## Előállítás
Tetrakén-tetranitrid szén-diszulfidos oldatának nyomás alatti melegítésével 100–120 °C-on.
Tetrakén-tetranitrid xilolos oldatának néhány órás refluxáltatásával:
S4N4 → S4N2 + N2
S2Cl2 szén-diszulfidos oldatában 20 °C-on:
S2Cl2 + Hg5(NS)8 → Hg2Cl2 + 3 HgCl2 + 4 S4N2